# Dot Allison
Dot Allison (* 17. August 1969 als Dorothy Elliot Allison in Edinburgh) ist eine schottische Sängerin.

## Karriere
Dot Allison war zunächst Anfang der 1990er-Jahre bei der Elektroband One Dove. Auf dem 1999 erschienen Album The Contino Sessions der britischen Band Death in Vegas trat sie als Gastsängerin neben Iggy Pop, Bobby Gillespie (Primal Scream) und Jim Reid (The Jesus and Mary Chain) auf. Das Album erreichte Platz 19 in den britischen Charts.
Seit 1999 ist sie als Solosängerin aktiv. Im Februar 2025 ging ihr 1999 erschienener Titel Colour Me in Deutschland auf TikTok viral, wodurch sie erneute Aufmerksamkeit erfuhr. Neben ihre Solokarriere konzentrierte sich Allison auf Kollaborationen, so arbeitete sie an der Seite von Scott Walker, Massive Attack, Paul Weller, Hal David, Mick Harvey, Kevin Shields, Peter Doherty und Gary Mounfield.

## Diskografie
Studioalben
- 1999: Afterglow
- 2003: We Are Science
- 2007: Exaltation of Larks
- 2009: Room 7½
- 2009: Acoustic 2
- 2012: Pioneers 1 – Dot Allison
- 2021: Heart-Shaped Scars
- 2023: Consciousology